# Irland i olympiska sommarspelen 1992
Irland deltog i de olympiska sommarspelen 1992 med en trupp bestående av 58 deltagare, och totalt blev det ett guld och ett silver.

## Medaljer

### Guld
- Michael Carruth - Boxning, weltervikt

### Silver
- Wayne McCullough - Boxning, bantamvikt

## Bågskytte
Herrarnas individuella
- Noel Lynch — Rankningsrunda, 62:e plats (0-0)

## Friidrott
Herrarnas 5 000 meter
- John Doherty
  - Heat — 13:41,27 (→ gick inte vidare)

- Frank O'Mara
  - Heat — 13:38,79 (→ gick inte vidare)

- Paul Donovan
  - Heat — 14:03,79 (→ gick inte vidare)

Herrarnas 10 000 meter
- Sean Dollman
  - Heat — 28:55,77 (→ gick inte vidare)

- Noel Berkeley
  - Heat — 29:23,58 (→ gick inte vidare)

Herrarnas maraton
- John Treacy 2:24,11 (→ 51:e plats)
- Thomas Hughes 2:32,55 (→ 72:e plats)
- Andrew Ronan — fullföljde inte (→ ingen notering)

Herrarnas 20 kilometer gång
- Jimmy McDonald — 1:25:16 (→ 6:e plats)
- Bobby O'Leary — DSQ (→ ingen notering)

Herrarnas spjutkastning
- Terry McHugh
  - Kval — 73,26 m (→ gick inte vidare)

Herrarnas diskuskastning
- Nick Sweeney
  - Kval — 57,68 m (→ gick inte vidare)

Herrarnas kulstötning
- Victor Costello
  - Kval — 17,15 m (→ gick inte vidare)

- Paul Quirke
  - Kval — 17,01 m (→ gick inte vidare)

Damernas 10 kilometer gång
- Perri Williams — 54:53 (→ 37:e plats)

## Fäktning
Herrarnas värja
- Michael O'Brien

## Tennis
Herrsingel
- Owen Casey
  1. Första omgången — Förlorade mot Magnus Gustafsson (Sverige) 6-7, 1-6, 4-6

Herrdubbel
- Owen Casey och Eoin Collins
  1. Första omgången — Besegrade Leonardo Lavalle och Francisco Maciel (Mexiko) 7-6, 6-4, retired
  2. Andra omgången — Förlorade mot Jakob Hlasek och Marc Rosset (Schweiz) 6-7, 3-6, 4-6